# Semperfrei
Die Semperfreien (eigentlich „sendbar Freien“, lateinisch homines synodales ‚sentbare Mannen‘) des Schwabenspiegels und anderer süddeutscher Rechtsbücher sollten ursprünglich den Schöffenbarfreien des Sachsenspiegels entsprechen und wurden meistens – so z. B. im Mainzer Landfrieden von 1235 – auch so verstanden. Während in dem Wort „schöffenbarfrei“ das Recht auf die Besetzung der Schöffenbank im weltlichen Gericht des Grafen zum Ausdruck kommt, klingt im Wort semperfrei der Gerichtsstand vor dem geistlichen Gericht des Bischofs, dem Send, an. Beides sind Privilegien eines – im Spätmittelalter untergegangenen – Standes von Freien, der sich einerseits vom Bauernstand und andererseits von der Ministerialität unterscheidet.
Der Schwabenspiegel missversteht allerdings die Schöffenbarfreien des Sachsenspiegels und identifiziert die Semperfreien nicht mit dem freien – im Unterschied zum ministerialischen – niederen Adel, sondern mit den Fürsten und freien Herren. Dieses Missverständnis führte sogar dazu, dass im 17. Jahrhundert der Titel „semperfrei“ als ein über Graf und freier Herr stehender Titel z. B. an die Grafen von Schaffgotsch verliehen wurde. Auch die Schenken von Limpurg führten den Titel semperfrei, um damit ihre Reichsfreiheit hervorzuheben.